# استان چرکاسی
استان چرکاسی (به اوکراینی: Черкаська область) یکی از استان‌های اوکراین است که در مرکز این کشور و در امتداد رودخانه دنیپر واقع شده است. 
مرکز این استان شهر چرکاسی می‌باشد.